# Prize Publications

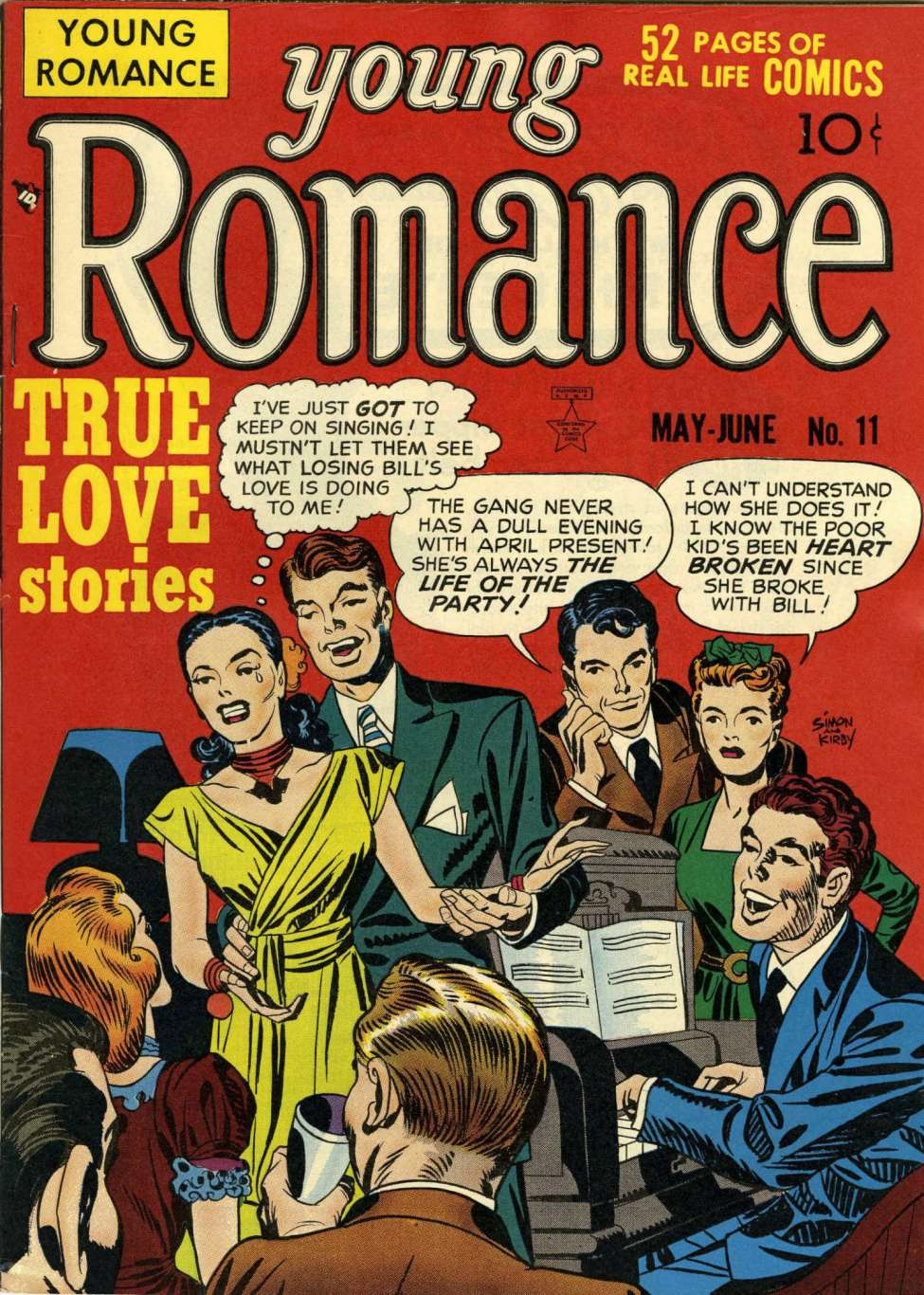
Couverture de Young Romance 11 (Mai/Juin 1949 Crestwood Publications) de Joe Simon et Jack Kirby édité par Prize Publications.

Prize Publications est une maison d'édition américaine fondée en 1940 par Mike Bleir et Teddy Epstein et disparue en 1963. Prize a publié certains de ses titres sous les marques Crestwood Publications, Headline Publications et Features Publications. Joe Simon et Jack Kirby y créèrent Young Romance, le premier romance comics.

## Documentation
- (en) Prize sur la Grand Comics Database.
- (en) Mike Benton, « Prize Publications », The Comics Book in America. An Illustrated History, Dallas : Taylor Publishing Company, 1989, p. 141-142.